# Лункань (Харгіта)
Лункань, Лункані (рум. Luncani) — село у повіті Харгіта в Румунії. Адміністративно підпорядковане місту Топліца.
Село розташоване на відстані 281 км на північ від Бухареста, 69 км на північний захід від М'єркуря-Чука, 134 км на схід від Клуж-Напоки, 141 км на північ від Брашова.

## Населення
За даними перепису населення 2002 року у селі проживали 359 осіб.
Національний склад населення села:
| Національність | Кількість осіб | Відсоток |
| -------------- | -------------- | -------- |
| румуни         | 309            | 86,1%    |
| цигани         | 30             | 8,4%     |
| угорці         | 16             | 4,5%     |

Рідною мовою назвали:
| Мова      | Кількість осіб | Відсоток |
| --------- | -------------- | -------- |
| румунська | 309            | 86,1%    |
| циганська | 30             | 8,4%     |
| угорська  | 16             | 4,5%     |